# Banished
Banished é um Jogo eletrônico de construção de cidade focado na administração de recursos e sobrevivência de uma comunidade isolada. O jogo foi publicado pela Shining Rock Software no dia 18 de fevereiro de 2014 para o Windows.
O jogador lidera um grupo de pessoas de uma comunidade remota, com objetivo de mantê-la e fazê-la aumentar. O jogo foca na individualidade de cada um dos habitantes. Segundo o criador do jogo, a população de Banished é seu principal recurso, e o jogador deve ter por objetivo mantê-la saudável, feliz e bem-alimentada para que a comunidade cresça.
O jogo participou do Independent Games Festival, que ocorreu nos dias 17 a 21 de março de 2014.

## Desenvolvimento
O desenvolvimento do jogo iniciou no final de julho de 2011, e está sendo desenvolvido por uma única pessoa (Luke Hodorowicz), do estúdio Shining Rock Software. O jogo está sendo feito utilizando a linguagem C++ e o motor de jogo for construído especificamente para o jogo, embora o início do desenvolvimento do mesmo tenha sido para criar um jogo de tiro zumbi. O jogo será lançado em versões de 32 bits e 64 bits, e DirectX 9 e 11. O desenvolvedor adiantou que inicialmente irá lançá-lo apenas para Windows, mas que poderá fazer adaptações caso o jogo faça sucesso.

## Anúncios
Em 23 de outubro de 2013, o jogo foi anunciado como pronto, entrando na fase de testes e correção de erros. Entretanto, ainda não havia data de lançamento. O jogo será distribuído via Steam e por compra direta pelo site do estúdio. A previsão inicial era de que o jogo fosse lançado no final de 2013, mas o desenvolvedor descartou essa ideia. Em janeiro de 2014, foi anunciada a data de lançamento: 18 de fevereiro de 2014.